# 京枡
京枡（きょうます）とは、日本の中世末期から昭和戦後期にかけて公定の枡として採用されていた枡の様式である。内法（うちのり）は縦横ともに竹尺4寸9分四方、深さ2寸7分、すなわち容積64827立方分をもって1升とした。
ただし、これは1620年代頃に出現したいわゆる「新京枡」で、それ以前の安土桃山時代の頃からの京枡は積62500立方分のものであった。

## 経緯と変遷
公家政権の政治力に低下に伴い、朝廷が定めた延久宣旨枡が用いられなくなると、日本各地でまちまちな基準で枡が作られるようになり、大は十四合枡から小は二合枡まで様々な枡が普及し、室町時代にはその弊害が深刻化した。
戦国時代になると、商品流通の進展や代銭納の普及によって商取引が活発化し、枡の統一を求める動きが生じ、10合＝1升となる十進法の十合枡（じゅうごうます、十合斗）へと収斂されるようになった。
特に京都では「京都十合枡」と呼ばれる枡が用いられ、畿内一帯に広まった。これを略して「京枡」と称した。永禄11年（1568年）に上洛した織田信長は「十合枡」を領国内統一の枡として採用した。豊臣秀吉も、太閤検地の石盛決定や年貢徴収の際にこの枡を用いた。その後、江戸幕府の施政に至り、「新京升」という改正された京都十合枡が公定の枡として認めらるようなったといわれる。
織田・豊臣が統治した時代の京枡は、今日知られる京枡よりも一回り小さかった。一般に5寸四方、深さ2寸5分
すなわち容積62500立方分のものが知られるが、この容量はきりがよく、ちょうど1立方尺の16分の1の容量に当たる。異説あって、他の容量の枡も言及されている。
枡はその正確性を維持するために、枡座と呼ばれる座の設置が認められ、京都では福井作左衛門が管掌していた。一方、徳川家康は江戸移封の際に旧領の遠江国の樽屋藤左衛門を江戸に招いて自領における京枡生産を一任し、これが江戸の枡座に発展した。江戸幕府成立後、江戸の枡座は京都のそれと同様に重んじられた。
ところが、江戸幕府の成立によって京都の枡座への統制が緩くなったことで、寛永初期頃かそれ以前より、やや口が狭く、やや深いものが制作されるようになった―竹尺で4寸9分四方、深さ2寸7分の64827立方分の枡である。これが現在に至って踏襲される一升の容量の枡であるが、以前の京枡と区別のため新京枡（しんきょうます）と呼称される場合がある。
寛永初頭には、この新升が制定されていたというのが、当時の文献を調査した中村惕斎の見解である。さらに文献をあたると、惕斎の論法をよしとするなら、"京枡の寸法改正は元和8年（1622年）の春から翌9年の末までの間"に遡ることができる。
従来の製法を維持してきた江戸の京枡は「江戸枡」と称され、産地によって製品の枡に差異が生じた。京枡が普及し、「江戸枡」は江戸市中以外で使用されなくなった。そこで江戸幕府は寛文9年（1669年）2月、枡の統一令（御触書寛保集成134号）を発布し、新京枡をもって統一した公定枡とした（寛文年間に制定との解釈である）。そして、この発令のもと、全国66国を東西に分割して東側を江戸枡座、西側を京枡座に管掌させ、それぞれに京枡の独占的製造・販売権・検定権を与えた。偽枡づくりの罰則は極刑で「引廻シノ上獄門」に処すと1742（寛保2）年御定書百箇条に定める。
江戸時代の京枡には穀用の「弦鉄枡（つるがねます）」と液用の「木地枡（きじます）」の2種類があり、前者には口辺に対角線状の鉄準（弦鉄）を渡していた。種類はともに1合・2合半・5合・1升・5升・7升・1斗の7種類が存在した。天領や多くの藩では枡座から購入して自領に流通させていた。しかし歴史ある大藩の中には自藩伝来の枡を固守したり、京枡と同一の枡を自藩もしくは自藩指定の枡座（多くは藩内の商人）に製造させたりするなど独自の藩法に基づく枡を用いて、幕府の命令を拒絶した藩もあった（藩枡）。もっとも、いずれの藩も京枡の中心である京都・大坂との取引なくして経済が成り立たない時代となっていたため、藩枡を維持している藩でも次第に京枡準拠のものを作るようになっていった。それでも全ての藩もしくは領主が京枡に従った訳ではなく、また一部商人なども含め、不正目的で京枡と異なる枡を用いる場合もあったため、枡の統一は困難をきわめた。
明治政府は明治3年（1870年）に尺貫法を維持して京枡をそのまま用いる方針を採った。明治24年（1891年）度量衡法でも「升（単位）」は64827立方分（新京枡の容量）と定義されており、これを同法定義の現尺（10/33メートル）で換算した積が現升であり、分数表記で 2401/1331000 m3、割り算値で1803.9 cc（1.8039リットル）に値する。
政府は明治8年（1875年）の度量衡取締条例 によって枡座を廃止し、検定は政府が行い、製造・販売は民間に任せる方針を打ち出した。その後、昭和34年（1959年）のメートル法実施と5年後の完全移行に伴い、京枡はその使命を終えることになった。